# خطة وورك

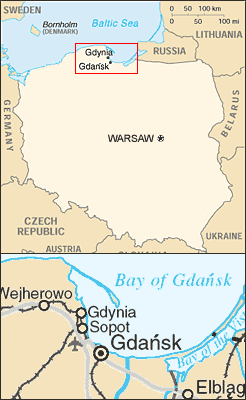
منطقة عمل خطة وورك على خريطة بولندا

خطة وورك (بالبولندية: Plan Worek) هي عملية نفذتها البحرية البولندية في الأيام الأولى من الحرب العالمية الثانية، حيث شكلت غواصاتها الخمس خط صد لمنع القوات البحرية الألمانية من تنفيذ عمليات إنزال على الساحل البولندي، ومهاجمة السفن المعادية التي تقصف التحصينات الساحلية البولندية، وخاصة القاعدة في شبه جزيرة هيل.
ولكن العملية لم تسفر عن أي نتيجة، حيث لم يكن لدى الألمان أي خطط للإنزال البحري. وقد أدى ذلك إلى جعل الغواصات تعمل في منطقة محصورة بالقرب من الشاطئ في المياه الضحلة، مما يجعلها عرضة لقوات العدو القوية المضادة للغواصات. ونتيجة لذلك، وعلى الرغم من القيام بعدد من المحاولات، لم تتمكن الغواصات من إغراق أي سفن للعدو بشكل مباشر أثناء العملية، على الرغم من أن اللغم الذي زرعته زبيك نجح في إغراق كاسحة ألغام ألمانية. لم يتم فقدان أي غواصات بولندية بسبب العمليات المعادية، ولكنها عانت من التآكل التدريجي والمشاكل الفنية، مما أجبر قادة الغواصات على وقف عملياتهم، مما أدى فعليًا إلى إنهاء العملية بحلول منتصف سبتمبر 1939.

## الخطة
تم وضع الخطة لاستخدام خمس غواصات بولندية وهي: أورزيل (العقاب)، وويلك (الذئب)، وسيب (النسر)، وزبيك (القط البري)، وريش (الوشق) في حالة سيطرة قوات العدو السطحية المتفوقة على بحر البلطيق (تتكون البحرية السطحية البولندية من أربع مدمرات فقط، وبعض زارعات الألغام، وكاسحات الألغام، والزوارق الحربية).
وكان من المقرر أن تعمل الغواصات بالقرب من الساحل البولندي، في منطقة خليج دانزيج وشبه جزيرة هيل. وكان عليها الحفاظ على ذخائرها المحدودة لـ "الأهداف العسكرية المهمة" (المدمرة أو الأكبر) التي تقصف الساحل البولندي أو تحاول إنزال قوات عليه ومنع حركة المرور البحرية بين البر الرئيسي الألماني وبروسيا الشرقية. كان من المقرر أن تقوم ويلك وريش وزبيك بتلغيم خليج دانزيج.  وقد نصت الخطة صراحة على أن الغواصات يجب أن تتصرف وفقا للقانون الدولي، ويجب تحذير السفن الفردية غير المسلحة قبل مهاجمتها.
في حالة الاستيلاء على جميع القواعد البحرية البولندية، كان من المقرر أن تعمل الغواصات في بحر البلطيق قبل إجلائها إلى بريطانيا. وإذا لم يكن ذلك ممكنا، فقد نصت الخطة على أن يتم احتجازهم في ميناء محايد.
كان من المقرر أن تتولى أورزيل الموقع الأبعد داخل خليج دانزيج، من ياستارنيا إلى مصب نهر فيستولا. إلى الشرق من أورزيل، عند مدخل الخليج، كان موقع ويلك. كان من المقرر أن تعمل الغواصات الثلاث المتبقية شمال الخليج: كانت سيب أبعد إلى الغرب بالقرب من روزويي، وكانت ريش أبعد إلى الشرق، وزبيك في الوسط. كان للغواصات مناطق منفصلة لإعادة شحن البطاريات أثناء الليل: أورزيل في عمق خليج دانزيج، والسفن الأخرى شمال مواقعها.

## تنفيذ
تم تنفيذ الخطة مع الغزو الألماني لبولندا، بعد تلقي نداء استغاثة من الحامية في ويستربلات في صباح يوم 1 سبتمبر 1939. بعد ساعات قليلة من بدء الأعمال العدائية، تلقت الغواصات اتصالات عبر الراديو لفتح المظاريف التي تحتوي على أوامر لتنفيذ خطة ووريك. قامت ويلك بتحميل 10 طوربيدات، و22 لغمًا، و114 قذيفة عيار 100 ملم (للمدفع السطحي) قبل المغادرة. ونتيجة للنشاط الجوي الكثيف، اضطرت الغواصات إلى الاقتراب من مواقعها مغمورة بالمياه. أُمرت أورزيل بمهاجمة شليسفيج هولشتاين، في حال غادرت البارجة الحربية دانزيج. وبحلول مساء نفس اليوم وصلت الغواصة الأخيرة سيب إلى قطاعها.
في صباح يوم 2 سبتمبر، حاول ويلك الهجوم على المدمرة الألمانية إيريش شتاينبرينك، لكنها اضطرت إلى الانسحاب بعد أن تعرضت لهجوم من قبل السفن الداعمة. وفي وقت لاحق من ذلك اليوم، أطلقت سيب طوربيدًا واحدًا على المدمرة الألمانية فريدريش إهن من مسافة 400 ياردة. أخطأ الطوربيد هدفه وأسقطت المدمرة قنابل عمق، مما أدى إلى إلحاق أضرار جسيمة بالغواصة. في اليوم التالي أطلقت الغواصة الألمانية يو-14 طوربيدًا على سيب، لكنه انفجر قبل الأوان. في الرابع من سبتمبر، رأى قائد أورزيل، الرائد هنريك كلوكوفسكي، أنه من المستحيل مواصلة العملية في قطاعه، وقرر الانسحاب إلى بحر البلطيق. تعرضت الغواصة للهجوم من قبل كاسحات الألغام الألمانية إم 3 و إم 4. انفجرت إحدى شحنات العمق فوق أورزيل مباشرة، مما أدى إلى إطفاء جميع الأضواء وإرسالها إلى قاع البحر. تمكنت الغواصة من الفرار في تلك الليلة تحت جنح الظلام. في مواجهة تسرب النفط، اختار كلوكوفسكي اللجوء إلى تالين، إستونيا. في اليوم التالي، حاولت ويلك زرع ألغام قبالة هيل، لكنها اضطرت إلى التراجع في مواجهة هجوم من قبل السفن الألمانية. وبعد ذلك قرر قائدها، الرائد كراوزيك، الانسحاب نحو الشمال. في 7 سبتمبر، نفذت الغواصة الألمانية يو-22 هجومًا فاشلاً بالطوربيد على زبيك. 
في 11 سبتمبر، استعدت ويلك لمهاجمة الطراد الألماني الأدميرال هيبر، لكن السفينة غيرت مسارها بشكل غير متوقع ولم تتمكن الغواصة من المضي قدمًا. وفي وقت لاحق من ذلك اليوم، أصدرت القيادة البحرية البولندية أمرًا لجميع الغواصات بالتوجه إلى المياه البريطانية. ظهرت ويلك قبالة الساحل السويدي. وبعد ثلاثة أيام رصدت المدمرة الألمانية Z4 ريتشارد بيتزن وزورق الطوربيد تي 107 في أوريسند. اعتقادًا منها أن ويلك كانت غواصة سويدية في دورية حيادية، لم تتخذ السفن الألمانية أي إجراء. وشرعت ويلك في الانسحاب عبر كاتيغات.
ولم تتلقى سيب الأمر بإلغاء العملية إلا في 13 سبتمبر/أيلول. وبعد أن تعرضت الغواصة لأضرار بالغة، ولأن العودة إلى هيل أصبحت خطرة للغاية، توجه الطاقم إلى السويد. كما تم احتجاز السفينة ريس، التي تضررت أيضًا، في السويد في 18 سبتمبر. حذت أوبيك حذوها في 25 سبتمبر.
في الأول من أكتوبر، أدى أحد الألغام التي زرعتها زبيك إلى غرق كاسحة الألغام الألمانية إم-85 وخسارة جميع أفرادها البالغ عددهم 24 فردًا. 

## النتائج

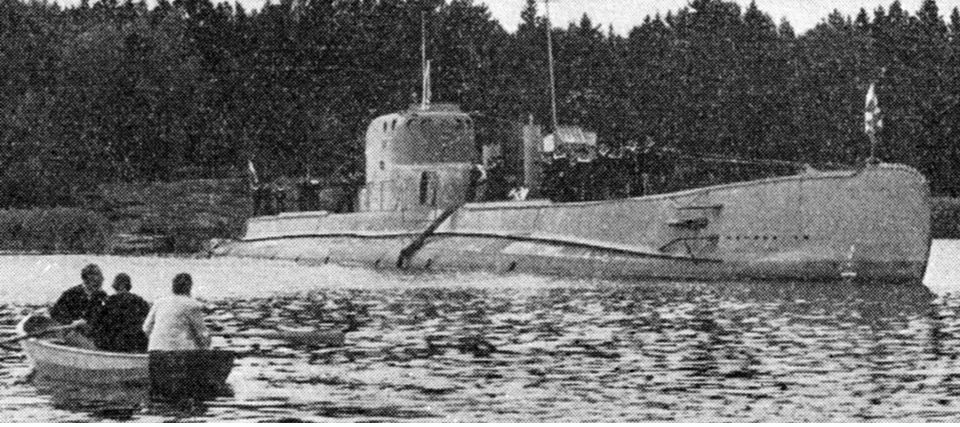
سيب محتجزة في السويد

رست أورزيل في تالين في ليلة 14 سبتمبر للراحة والإصلاحات (يسمح القانون الدولي بـ 24 ساعة قبل احتجاز السفينة). تحت الضغط الألماني، احتجز الإستونيون الغواصة وطاقمها. وفي حادثة معروفة باسم حادثة أورزيل، استعاد الطاقم السيطرة على سفينتهم وهربوا إلى بحر البلطيق. بعد عدة أسابيع غير مثمرة في البحر، وصلت الغواصة إلى المملكة المتحدة في 14 أكتوبر واستمرت في القتال تحت قيادة البحرية الملكية.
ظهرت سيب خارج ستوكهولم في 17 سبتمبر واحتجزت منذ ذلك الحين.
أصيبت ريس بأضرار ولم تعد قادرة على الاشتباك مع الوحدات الألمانية، واحتجزت في النهاية في ميناء سويدي اعتبارًا من 18 سبتمبر.
نجحت ويلك في عبور المضايق الدنماركية ووصلت إلى المملكة المتحدة في 20 سبتمبر. نجت الغواصة من الحرب.
كانت المؤن في زبيك قليلة، واحتجز طاقم الغواصة في ميناء سويدي في 25 سبتمبر.

### تقدير
ولم يكن لدى الألمان أي نية لتنفيذ عمليات الإنزال التي كانت خطة ووريك تهدف إلى معارضتها. ومع ذلك، فشلت الخطة التشغيلية بشكل رئيسي بسبب طبيعتها الدفاعية البحتة، على النقيض من الطبيعة العدوانية للغواصات، بسبب خصائصها التي لم تكن مخصصة ومجهزة للوفاء بأدوار دفاعية. وفقًا للأبحاث المعاصرة، فشلت حملة الغواصات البولندية في سبتمبر 1939 بسبب سوء فهم طبيعة حرب الغواصات الحديثة في القيادة العليا للبحرية البولندية، وخاصة من قبل القائد العام للقيادة البحرية البولندية نائب الأدميرال جوزيف أونروغ، الذي رفض قبول أي من الخطط الهجومية العملياتية القليلة التي أعدها قائد سرب الغواصات المقدم ألكسندر موهوتشي. كانت إحدى هذه الخطط، وهي الأكثر شهرة اليوم، خطة عمليات هجومية تحمل الاسم الرمزي بورزا (العاصفة الرعدية)، والتي افترضت البحث المستقل عن الأهداف، مع المناورة الحرة ومهاجمة السفن ووسائل النقل المعادية بين سفينويتشي وبروسيا الشرقية.  كما تم النظر والتخطيط أيضًا في خطة عمل بشأن الطرق البحرية بين موانئ ألمانيا وميناء لوليو السويدي.
ونتيجة لذلك، حُرمت الغواصات البولندية المنتشرة على طول الساحل البولندي، بالقرب من قاعدتها البحرية، من فرص العثور على الأهداف - بينما كانت معرضة هناك لعمليات وحدات مكافحة الغواصات الجوية والبحرية الخفيفة الألمانية. لذلك، ورغم عدم إغراق أي غواصة بولندية في هذه المرحلة من الحرب، فإن العملية لم يكن لها تأثير واضح على حملة سبتمبر. 